# Herbert Fux

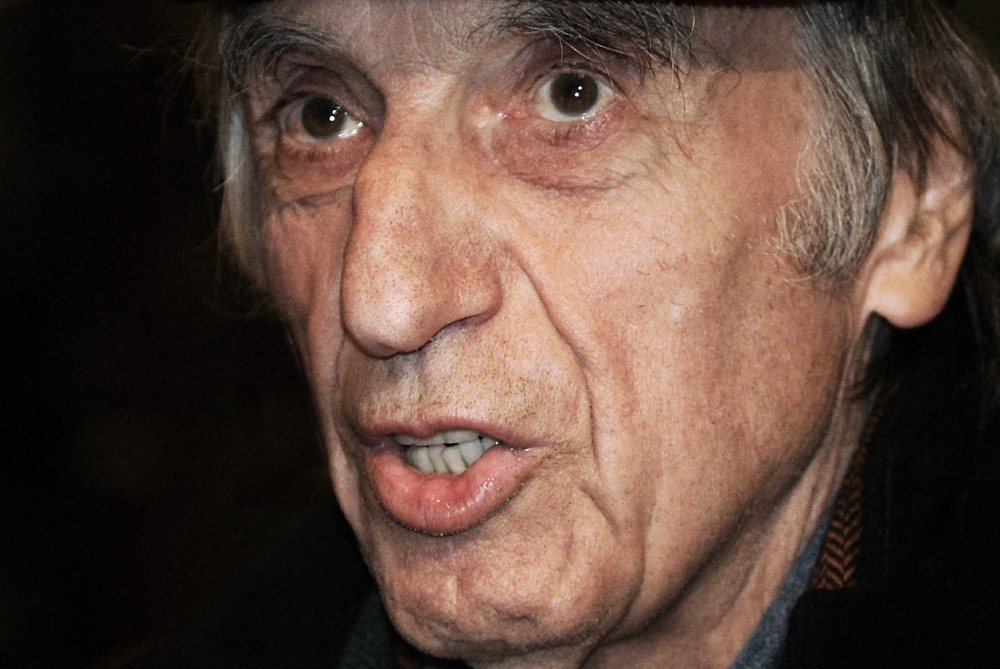
Herbert Fux beim Filmfest Biberach, November 2006

Herbert Fux (* 25. März 1927 in Hallein; † 13. März 2007 in Zürich) war ein österreichischer Schauspieler und Politiker.

## Leben
Herbert Fux kam mit fünf Jahren nach Salzburg. Nach Gymnasium und Realgymnasium absolvierte er 1944 die Kriegsmatura. Sein Stiefvater Franz Wettig war von 1933 bis 1937 Direktoriumsmitglied des Salzburger Landestheaters. So kam Fux schon früh mit dem Theater in Berührung. Er studierte am Mozarteum in Salzburg und spielte danach an verschiedenen Theatern. In den 1960er Jahren wurde er bekannt, als er zunächst in B-Movies und Krimis spielte, weswegen er häufig als „Filmbösewicht“ bezeichnet wurde. Doch bald arbeitete er auch mit namhaften Regisseuren des europäischen Kinos. Oft spielte er skurrile, stets scharf profilierte Nebenrollen. Zudem war er von 1981 bis 1984 Mitglied des Ensembles der ARD-Musiksendung Bananas. Er wirkte in rund 120 Kinofilmen und 300 Fernsehproduktionen mit. Mit seiner Ehefrau Edith (* 1956) war er ab Oktober 1987 verheiratet. Fux begab sich am 13. März 2007 aufgrund eines schweren Leidens mit Hilfe der schweizerischen Sterbebegleitungsorganisation Dignitas 12 Tage vor seinem 80. Geburtstag in Zürich in den Freitod. Sein Leichnam wurde nach Österreich überführt und auf dem städtischen Friedhof seines Geburtsortes Hallein beerdigt.

## Karriere als Schauspieler
Als Schauspieler bediente Fux völlig unterschiedliche Genres. Zu sehen war er in Arbeiten wesentlicher Vertreter des europäischen Films, so etwa von Michael Anderson (Das Quiller-Memorandum – Gefahr aus dem Dunkel), Christian-Jaque (Geheimnisse in goldenen Nylons), Wolfgang Staudte (Die Klasse; Die Herren mit der weißen Weste), Volker Schlöndorff (Die verlorene Ehre der Katharina Blum), Ingmar Bergman (Das Schlangenei) und Werner Herzog (Woyzeck).
Auch in Italowestern wurde Fux beschäftigt, so in Al di là della legge (Regie: Giorgio Stegani), J. and S. – storia criminale del far west (Regie: Sergio Corbucci) und Prima ti suono e poi ti sparo (Regie: Franz Antel).
Weitere Regisseure waren Arthur Maria Rabenalt (Mann im Schatten), Wolfgang Schleif (Der rote Rausch), Gottfried Reinhardt (Jedermann), Werner Jacobs (Mariandls Heimkehr), Alfred Weidenmann (Julia, du bist zauberhaft; Verdammt zur Sünde), Guy Hamilton (Finale in Berlin), Lucio Fulci (Operazione San Pietro), Rudolf Zehetgruber (Die schwarze Kobra; Kommissar X – Drei grüne Hunde; Ich spreng’ Euch alle in die Luft – Inspektor Blomfields Fall Nr. 1), Alfred Vohrer (bei der Edgar-Wallace-Verfilmung Der Gorilla von Soho), Harald Reinl (bei der Jerry-Cotton-Verfilmung Todesschüsse am Broadway), Jürgen Roland (Die Engel von St. Pauli), Rolf Thiele (Rosemaries Tochter), Wolfgang Liebeneiner (Das chinesische Wunder; Götz von Berlichingen mit der eisernen Hand), Herbert Vesely (Egon Schiele – Exzesse), Reinhard Schwabenitzky (Ilona und Kurti), Claude Zidi (Astérix et Obélix contre César).
Oft war Fux Protagonist in Filmen von Jess Franco (Die Folterkammer des Dr. Fu Man Chu; Eugenie; Liebesbriefe einer portugiesischen Nonne) und traf dabei auch mit Klaus Kinski zusammen (Jack the Ripper – Der Dirnenmörder von London). Bereits 1965 hatte er unter der Regie von Eddy Saller in dem österreichischen Splatterfilm Geißel des Fleisches einen psychopathischen Frauenmörder verkörpert. Bekannt wurde auch sein Auftritt an der Seite von Vincent Price in Das Haus der 1000 Puppen. Seine internationale Reputation als Trashfilm-Darsteller wurde auch von Hexen bis aufs Blut gequält (zusammen mit Udo Kier) geprägt.
Zudem war Herbert Fux immer wieder in Lederhosenfilmen zu sehen; er trat dabei unter der Regie einschlägiger Größen wie Siggi Götz (Drei Schwedinnen in Oberbayern), Alois Brummer (Auf ins blaukarierte Himmelbett) und Franz Marischka (Zwei Däninnen in Lederhosen) auf.
Im europäischen Erotikfilm der 1960er und 1970er Jahre wirkte Herbert Fux oft als Nebendarsteller mit, z. B. unter der Regie von Hubert Frank, (Willst Du ewig Jungfrau bleiben?), Erwin C. Dietrich (Schwarzer Nerz auf zarter Haut; Heißer Mund auf feuchten Lippen) oder Franz Marischka (Lass jucken Kumpel 5: Der Kumpel läßt das Jucken nicht).
Unter der Regie seines Landsmanns Franz Antel war Fux immer wieder zu sehen (… und ewig knallen die Räuber; Einer spinnt immer; Austern mit Senf). Leisere Töne schlug er 1996 in der Darstellung des etwas naiven und tollpatschigen Gendarmerieinspektors Michael Fuchs an, der dem von Karl Markovics gespielten Kriminalbeamten Stockinger immer wieder in die Quere kam (ORF, Sat.1).
2008 kam der Spielfilm Vineta in die deutschen Kinos, in dem er an der Seite von Ulrich Matthes zu sehen ist.
Eine seiner letzten Arbeiten war die Sprechrolle im Hörspiel Berge des Wahnsinns, der Bearbeitung einer Geschichte von H. P. Lovecraft. Hier spielte er noch einmal eine kauzige, verschroben sympathische Rolle. Auch in deutschen Unterhaltungsserien war Fux Stammgast; seine beständigste Rolle war die des notorischen Hypochonders Herr Konrad im Bergdoktor.
In der Fernsehserie Familie Heinz Becker spielte er in der Folge Im Taxi einen gestressten Taxifahrer.

## Politische Karriere

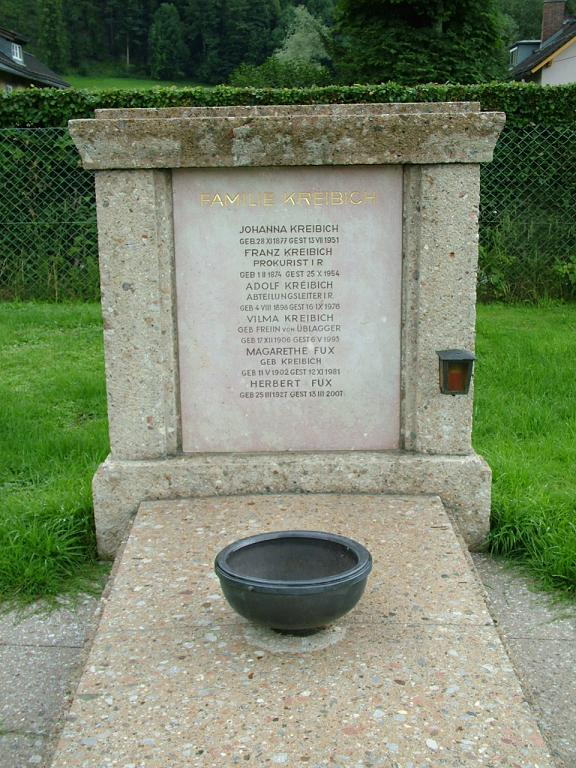
Grabstätte der „Familie Kreibich“ mit Herbert Fux, 2007

Im Juli 1977 gründete er mit Richard Hörl (* 1940 oder 1937/1938, † 22. April 2019) und Eckehart Ziesel in Salzburg die Bürgerliste zur Rettung der Salzburger Altstadt gegen die Verbauung von Grünflächen und Grundstücksspekulationen, Korruption und Parteienproporz. Im Oktober 1977 wurden Herbert Fux und sein Parteikollege Richard Hörl Gemeinderäte der Bürgerliste der Stadt Salzburg. In der Gemeinderatsperiode 1977 bis 1982 gelang es ihnen, entscheidende Schritte der Bürgerrevolte gegen die Zerstörung der Salzburger Stadtlandschaften in die Wege zu leiten. Der Erfolg der Bürgerliste bei der Gemeinderatswahl 1992 brachte der Bürgerliste die Beteiligung an der Stadtregierung. Johannes Voggenhuber wurde Stadtrat für Umweltschutz, Gewerbe, Stadt- und Verkehrsplanung. Im Jahr 1985 konnte Fux mit seinen Mitkämpfern durch den Beschluss der Salzburger Grünlanddeklaration den wesentlichsten politischen Erfolg für die Bürgerliste einfahren. Die Grünlanddeklaration ist heute bei allen im Gemeinderat vertretenen Parteien im Wesentlichen unumstritten.
Fux war auch Gründungsmitglied der Vereinten Grünen Österreichs. 1983 wurde er als einer der Spitzenkandidaten der VGÖ Opfer eines, wie sich herausstellen sollte, gefälschten Interviewartikels über sein Sexualleben in der von Wolfgang Fellner herausgegebenen Zeitschrift Basta. In dessen Folge kam es zu seinem Parteiausschluss. 1986 wurde Fux als Kandidat der Grünen Alternative in den Nationalrat gewählt. Parlamentsabgeordneter war er zunächst bis Dezember 1988 sowie ein weiteres Mal von November 1989 bis November 1990. Später wurde er in Salzburg Vorsitzender des städtischen Kulturausschusses. Auch nach seinem Rückzug aus allen politischen Funktionen engagierte sich Herbert Fux, nunmehr vor allem an seinem zweiten Wohnsitz in Wien, in Fragen des Denkmalschutzes und der Altstadterhaltung, etwa im Zusammenhang mit der Deklaration der Wiener Innenstadt zum Weltkulturerbe im Sinne der UNESCO; er war aktives Mitglied der Österreichischen Gesellschaft für Denkmal- und Ortsbildpflege und machte mit dem Netzwerk Denkmalschutz Österreich Altstadtbegehungen und Denkmalschutzrecherchen in Wien. Er befasste sich unter anderem mit dem umstrittenen Hochhausprojekt Wien Mitte sowie der denkmalgeschützten Brandruine der Sofiensäle und protestierte gegen maßstabfremde Dachgeschossausbauten. Fux trat bis zuletzt für eine bürgernahe Politik ein. Außerdem engagierte er sich zusammen mit einer Bürgerinitiative gegen eine Tiefgarage auf dem Neuen Markt.
Als seine letzte politische Initiative ist sein mit Hilfe der Schweizer Sterbehilfe-Organisation Dignitas nach schwerer Krankheit durchgeführter Freitod zu sehen, den Fux in seinen Memoiren ausführlich begründet und für den er um Verständnis geworben hat.

## Auszeichnungen und Ehrungen
Der „Grüne Klub“ wählte Herbert Fux 1990 zum Ehrenobmann auf Lebenszeit, eine Auszeichnung, die er 2003 allerdings wieder zurückgab. Eine von der Stadt Salzburg geplante Ehrung lehnte Herbert Fux ab.

## Filmografie (Auswahl)
- 1960: Schicksals-Sinfonie (The Magnificent Rebel)
- 1960: Geständnis einer Sechzehnjährigen
- 1960: Das Spiel vom lieben Augustin
- 1961: Mann im Schatten
- 1961: Jedermann
- 1961: Bridge mit Onkel Tom (TV)
- 1961: Julia, du bist zauberhaft
- 1962: … und ewig knallen die Räuber
- 1962: Waldrausch
- 1962: Mariandls Heimkehr
- 1962: Der rote Rausch
- 1963: Kommissar Freytag Fernsehserie Staffel 1, Folge 10, ("Der Lodenmantel")
- 1963: Der Unsichtbare
- 1963: Die schwarze Kobra
- 1963: Maskenball bei Scotland Yard
- 1963: Ist Geraldine ein Engel?
- 1963: Im singenden Rößl am Königssee
- 1964: Tim Frazer jagt den geheimnisvollen Mister X
- 1964: Verdammt zur Sünde
- 1965: Geißel des Fleisches
- 1965: 's Herz in der Lederhos'n (TV)
- 1965: Liebe um Mitternacht oder "Eintritt frei" (TV)
- 1966: Finale in Berlin (Funeral in Berlin)
- 1966: Gern hab ich die Frauen gekillt (Spie contro il mondo)
- 1966: Der Kongreß amüsiert sich
- 1966: Das Quiller-Memorandum – Gefahr aus dem Dunkel (The Quiller Memorandum)
- 1966: Liselotte von der Pfalz
- 1966: Wilder Reiter GmbH
- 1967: Dem Täter auf der Spur (TV-Serie) – 10 Kisten Whisky
- 1967: Geheimauftrag K (Assignment K)
- 1967: Geheimnisse in goldenen Nylons (Deux billets pour Mexico)
- 1967: Das Haus der tausend Freuden
- 1967: Heißes Pflaster Köln
- 1967: Kommissar X – Drei grüne Hunde
- 1967: Das Kriminalmuseum – Teerosen (TV-Serie)
- 1967: Pension Clausewitz
- 1967: Polizeifunk ruft – Der Blumenstrauß (TV-Serie)
- 1968: Die Abenteuer des Kardinal Braun (Operazione San Pietro)
- 1968: Andrea – wie ein Blatt auf nackter Haut
- 1968: Der Gorilla von Soho
- 1968: Ich spreng’ Euch alle in die Luft – Inspektor Blomfields Fall Nr. 1
- 1968: Die letzte Rechnung zahlst du selbst (Al di là della legge)
- 1968: 69 Liebesspiele
- 1968: Willst Du ewig Jungfrau bleiben?
- 1969: Fließband ins Jenseits (Revenge)
- 1969: Die Folterkammer des Dr. Fu Man Chu
- 1969: Die Herren mit der weißen Weste
- 1969: Il Nero – Haß war sein Gebet (L'odio è il mio Dio)
- 1969: Kommissar X – Drei goldene Schlangen
- 1969: Todesschüsse am Broadway
- 1969: Champagner für Zimmer 17
- 1969: Die Engel von St. Pauli
- 1969: Hexen bis aufs Blut gequält
- 1969: Spion unter der Haube (Zweiteiliger Fernsehfilm)
- 1969: Kuckucksei im Gangsternest
- 1970: Hänsel und Gretel verliefen sich im Wald
- 1970: Der Kurier des Zaren (Strogoff)
- 1970: Schwarzer Nerz auf zarter Haut
- 1970: Beiß mich Liebling!
- 1971: Das Messer (TV-Dreiteiler)
- 1971: Lady Frankenstein
- 1971: Tante Trude aus Buxtehude
- 1971: Einer spinnt immer
- 1971: Das haut den stärksten Zwilling um
- 1971: Dem Täter auf der Spur – Folge: Tod am Steuer
- 1971: Kreuzfahrt des Grauens (Ore di terrore)
- 1972: Trubel um Trixie
- 1972: Die rote Sonne der Rache (La banda J.S.: cronaca criminale del Far West)
- 1972: Tatort: Rattennest
- 1972: Wie bitte werde ich ein Held? (À la guerre comme à la guerre)
- 1972: Der Illegale (Fernsehdreiteiler)
- 1973: Die Schlange (Le Serpent)
- 1973: Der Kleine mit dem großen Tick (L'emigrante)
- 1973: Ein Fall für Männdli (Episode: Die große Chance)
- 1974: Hey Marie, ich brauch mehr Schlaf, auf ins blaukarierte Himmelbett
- 1974: Der kleine Doktor (Episode: Ein Holländer in Paris)
- 1974: Zwei tolle Hechte – Wir sind die Größten (Prima ti suono e poi ti spara)
- 1974: Die Akte Odessa (The Odessa File)
- 1975: Ein echter Wiener geht nicht unter (Episode: Jahreswende)
- 1975: Nonstop Nonsens
- 1975: Die verlorene Ehre der Katharina Blum
- 1975: Des Christoffel von Grimmelshausen abenteuerlicher Simplizissimus (TV-Mehrteiler)
- 1975/77: Frauenstation
- 1976: PS – Geschichten ums Auto
- 1976: Rosemaries Tochter
- 1976: Die Elixiere des Teufels
- 1976: Jack the Ripper – Der Dirnenmörder von London
- 1976: Die 21 Stunden von München
- 1976: König Drosselbart
- 1977: Auf Achse – Ganoven unter sich
- 1977: Das chinesische Wunder
- 1977: Drei Schwedinnen in Oberbayern
- 1977: Die Liebesbriefe einer portugiesischen Nonne
- 1977: Das Schlangenei
- 1977: Die Vertreibung aus dem Paradies
- 1978: Agenten kennen keine Tränen (A chi tocca, tocca…!)
- 1978: Popcorn und Himbeereis
- 1978: Son of Hitler
- 1978: Woyzeck
- 1978: Zwei tolle Käfer räumen auf
- 1978: Missile X – Geheimauftrag Neutronenbombe (Missile X, Order secreta bomba de neutrones)
- 1979: Austern mit Senf
- 1979: Cola, Candy, Chocolate
- 1979: Götz von Berlichingen mit der eisernen Hand
- 1979: Himmel, Scheich und Wolkenbruch
- 1980: Harry Hocker läßt nicht locker (Fernsehserie, 6 Folgen)
- 1980: Warum die UFOs unseren Salat klauen
- 1980: Zärtlich aber frech wie Oskar
- 1980: Der Alte (Fernsehserie) – Sportpalastwalzer
- 1981–1984: Bananas (Fernsehreihe, 28 Folgen)
- 1982: Ein dicker Hund
- 1983: Plem, Plem – Die Schule brennt
- 1983: Die unglaublichen Abenteuer des Guru Jakob
- 1983: Waldheimat – Weihnacht in der Waldheimat (Weihnachtsspecial)
- 1983: Waldheimat (2.04-2.05. 2 Folgen)
- 1984: Die Krimistunde (Fernsehserie, Folge 11, Episode: „Der Zeitungsausschnitt“)
- 1984–1990: SOKO 5113 (Fernsehserie, acht Episoden)
- 1985: Big Mäc
- 1985: Der Alte (Fernsehserie) – Hals über Kopf
- 1986: Tatort: Riedmüller, Vorname Sigi
- 1987: Zärtliche Chaoten
- 1987: Die Krimistunde (Fernsehserie, Folge 27, Episode: „Ein glückliches Opfer“)
- 1988: Der Schwammerlkönig (Fernsehserie)
- 1988: Schwarz Rot Gold (Fernsehserie, Folge: Zucker-Zucker)
- 1991: Ilona und Kurti
- 1992–1997: Der Bergdoktor
- 1992: Kaisermühlen Blues
- 1992: Geschichten aus der Heimat (Fernsehserie, Episode: Rauchen gefährdet die Gesundheit)
- 1993: Familie Heinz Becker (Fernsehserie, Folge: Im Taxi)
- 1993: Die drei Musketiere
- 1994: Großstadtrevier – Body Check (TV-Reihe)
- 1994: Hölleisengretl
- 1995: Die Fernsehsaga – Eine steirische Fernsehgeschichte (Fernseh-Zweiteiler)
- 1995: Heimatgeschichten Episode: Die tapfere Schneiderin
- 1996: Hochwürdens Ärger mit dem Paradies
- 1996: Stockinger
- 1997: Der Bulle von Tölz: Tod auf Tournee
- 1997: Ein idealer Kandidat (Sechsteiler)
- 1999: Asterix und Obelix gegen Caesar (Astérix et Obélix contre César)
- 2001: Ene mene muh – und tot bist du
- 2001: Forsthaus Falkenau – Wenn der Fuchs kommt …
- 2001: Professor Niedlich
- 2002: Feuer, Eis & Dosenbier
- 2004: Silentium
- 2005: Pfarrer Braun – Bruder Mord
- 2005: Agathe kann’s nicht lassen (Episode: Alles oder nichts)
- 2005: SOKO Kitzbühel – Die Todesquelle
- 2005: SOKO Donau – Planspiele
- 2005: Ein Paradies für Tiere (TV)
- 2006: Vineta
- 2006: Gernstl unterwegs: Gernstl in Wien
- 2007: Die Wahrheit über Lady Frankenstein (TV)
- 2007: Ein Paradies für Pferde (TV)
- 2009: Zapping-Alien@Mozart-Balls (gedreht 2001)

## Memoiren
- Herbert Fux: Wiederkehr und Abschied. Meine Biographie. Otto Müller Verlag, Salzburg 2008, ISBN 978-3-7013-1142-2.